# Condado de Ada
El condado de Ada (en inglés: Ada County) fundado en 1864 es un condado en el estado estadounidense de Idaho. En el 2000 el condado tenía una población de 300 904 habitantes en una densidad poblacional de 110 personas por km². La sede del condado es Boise.

## Geografía
Según la Oficina del Censo, el condado tiene un área total de 2745 km² (1059,8 mi²), de la cual 2732 km² (1054,8 mi²) es tierra y 13 km² (5 mi²) (0.5%) es agua.

### Condados adyacentes
- Condado de Boise - noreste
- Condado de Elmore - este
- Condado de Owyhee - sur
- Condado de Canyon - oeste
- Condado de Gem - noroeste

## Demografía
En el 2000 la renta per cápita promedia del condado era de $46 140, y el ingreso promedio para una familia era de $54 416. En 2000 los hombres tenían un ingreso per cápita de $37 867 versus $26 453 para las mujeres. El ingreso per cápita para el condado era de $22 519. Alrededor del 7.70% de la población estaba bajo el umbral de pobreza nacional.

## Ciudades y pueblos
- Boise
- Eagle
- Garden City
- Kuna
- Meridian
- Star